# Rosalie Gicanda
Rosalie Gicanda (1928 - 20 de abril de 1994) foi a rainha de Ruanda, a esposa do rei Mutara III Rudahigwa. durou apenas mais dois anos, durante o reinado do rei Kigeli V até o fim da monarquia tutsi em 1961.

## Assassinato
Em 20 de abril de 1994, quando o Genocídio de Ruanda começou oficialmente em Butare, um tenente-coronel liderado pelo tenente Pierre Bizimana, liderado pelo capitão Idelphonse Nizeyimana, sequestrou o ex-rei e outros que viviam na sua área. Eles imediatamente evacuaram os cativos atrás do Museu Nacional e os mataram. Um dos sobreviventes era uma garota, que veio contar a história do assassinato. Dois dias depois, a mãe da rainha também foi morta. A pedido do padre, o prefeito de Butare, Kanyabashi, removeu o corpo da rainha Gicanda e a enterrou em um pátio ao lado de sua casa.
Em 6 de outubro de 2009, o ex-chefe da inteligência Idelphonse Nizeyimana foi preso em Kampala, Uganda. Nizeyimana foi um dos suspeitos mais procurados no genocídio de Ruanda. Em 19 de junho de 2012, ele foi condenado pelo Tribunal Penal Internacional de Ruanda por ordenar o assassinato da ex-rainha tutsi, além de outros assassinatos, e foi condenado à prisão perpétua, com pena reduzida em 35 anos.